# 備中松山藩

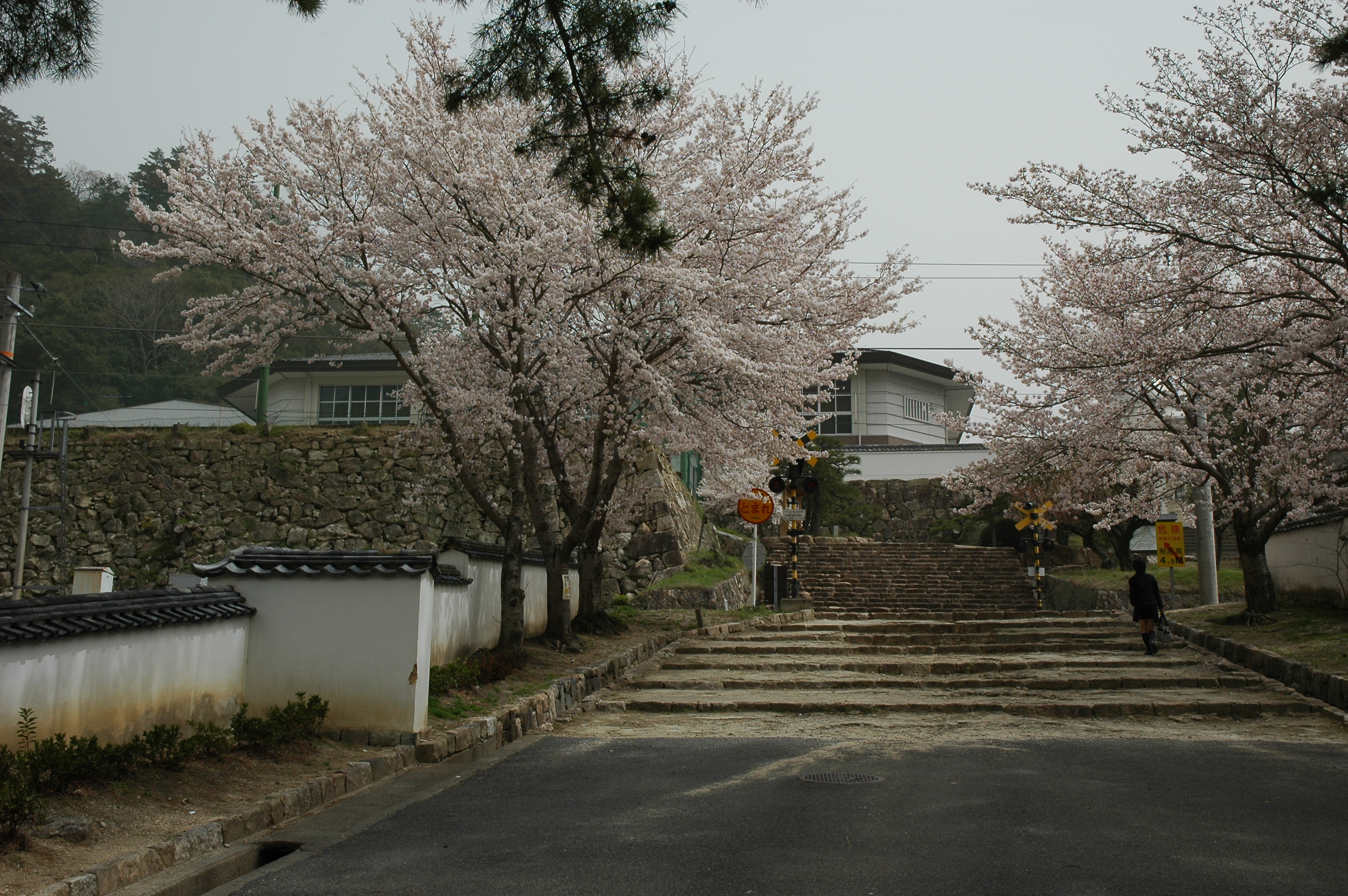
松山城御根小屋正門（現・岡山県立高梁高等学校）

備中松山藩（びっちゅうまつやまはん）は、備中国（岡山県）の一部を領有した藩。藩庁は松山城（高梁市）に置かれた。明治維新後に高梁藩（たかはしはん）と改名される。

## 略史
江戸幕府開府前の慶長5年（1600年）からしばらくは天領となっており、備中代官として小堀氏（小堀正次・小堀政一）が統治していた。
元和3年（1617年）、因幡鳥取藩6万石より池田長幸が6万5,000石で入封し、立藩した。寛永18年（1641年）、第2代藩主・長常が無嗣子で死去したため廃絶した。
寛永19年（1642年）、成羽藩より水谷勝隆が5万石で入封する。松山藩の藩政・経済の基礎、松山城の城郭普請は水谷時代にほぼ完成を見たと言ってよい。第2代藩主・水谷勝宗は徳川家光の命により笠間浅野（のちの赤穂浅野）ら5大名で泉岳寺を再建し、自身も菩提寺とした。しかし、第3代・水谷勝美の時に関係悪化で泉岳寺と絶縁（勝隆・勝宗の墓は現在も泉岳寺「境内案内」から抹消されている）。
勝美が無嗣子のため、末期養子・水谷勝晴をとったが、元禄6年（1693年）に遺領を継ぐ前に死去。勝美の弟・勝時をたてたが受け入れられず3,000石の旗本に減封となる。
この際の松山城受け渡しには、赤穂事件以前の赤穂藩主・浅野長矩が任ぜられている。また長矩の名代として浅野家家老大石良雄（内蔵助）が次の藩主安藤氏が来るまでの1年半もの間、備中松山城を管理している。城明け渡しにあたって大石は単身で松山城に入り、水谷家家老鶴見内蔵助と話し合って開城へこぎつけた。大石と鶴見の名乗り（自称した武家百官名）がたまたま同じ内蔵助であったことから「両内蔵助の対決」とも言われることがある。備中松山で大石はよろしくない評判になったという。なお、マルクス主義民俗学者の鶴見太郎は、この鶴見内蔵助の末裔である（大石家のほうは最後の当主・多久造が没し絶えている）。
水谷氏除封の後、幕府により松山藩の領地は徹底的に検地をされた。元禄8年（1695年）の検地の後、上野高崎藩より安藤重博が6万5,000石で入封する。子の信友は寺社奉行に任ぜられ、正徳元年（1711年）、美濃加納藩に転封となった。
同年、代わって、山城淀藩より石川総慶が6万石にて入封する。延享元年（1744年）、伊勢亀山藩に転封となった。
同時にその亀山藩より板倉勝澄が5万石で入封する。以後、明治まで板倉氏の所領となった。有名な藩主として幕末に第7代藩主となった勝静が挙げられる。勝静は井伊直弼が桜田門外の変で暗殺された翌々年の文久2年（1862年）、および徳川慶喜の代に老中首座（筆頭）となった。藩政では山田方谷を起用し藩政改革を成功させた。勝静が幕府の要職にあったことから、鳥羽・伏見の戦いから1週間後には松山藩追討令が朝廷から出され、岡山藩の軍勢が藩主不在の松山城などを接収した。京都にいた勝静は徳川慶喜に従って江戸へ向かい、以後の戊辰戦争では旧幕府方に身を置いて箱館まで転戦した。
明治2年（1869年）には勝静は山田方谷らの説得を受けて降伏して禁錮刑に処せられ、また、石高も2万石に減封。勝弼（第5代藩主・勝晙の甥）が藩主となり、藩名も伊予松山藩との混同を避けるために高梁藩と改称された。なお、勝弼が藩主になる前に方谷らが後日のお家騒動回避のために「勝全（勝静の嫡男、勝静が官位を没収された後、当主となっていたが朝廷からは藩主として認められないままに父と行動を共にしていた）が、帰藩したあとは藩主の地位を勝全に譲る」という誓約文を勝弼に書かせていた。だが、勝静が新政府から赦免された後にこの話を聞くと「主君は簡単に改めるものではない、ましてや勝全は朝廷から咎めを受けた身である」として、勝弼や重臣達の前で件の誓約書を破り捨てて重臣達に勝弼への忠誠を誓わせたと言われている（廃藩後、勝弼は男爵となり、明治29年（1896年）に49歳で死去）。
明治4年（1871年）、廃藩置県により高梁県となる。以後、深津県・小田県を経て岡山県に編入された。

## 歴代代官・藩主

### 備中代官

#### 小堀家
1万4460石（1600年 - 1616年）
1. 正次
2. 政一

### 備中松山藩主

#### 池田家
外様　6万5千石　（1617年 - 1641年）
1. 長幸
2. 長常

#### 水谷家
外様→譜代　5万石　（1642年 - 1693年）
1. 勝隆
2. 勝宗
3. 勝美

#### 安藤家
譜代　6万5千石　（1695年 - 1711年）
1. 重博
2. 信友

#### 石川家
譜代　6万石　（1711年 - 1744年）
1. 総慶

#### 板倉家
譜代　5万石→2万石　（1744年 - 1871年）
1. 勝澄
2. 勝武
3. 勝従
4. 勝政
5. 勝晙
6. 勝職
7. 勝静
8. 勝弼 明治2年より2万石に減封

## 幕末の領地
- 備中国
  - 阿賀郡のうち - 5村（倉敷県に編入）
  - 浅口郡のうち - 2村（同上）
  - 賀陽郡のうち - 11村（うち6村を倉敷県に編入）
  - 下道郡のうち - 4村
  - 上房郡のうち - 15村（うち3村を倉敷県に編入）
  - 哲多郡のうち - 17村（倉敷県に編入）
  - 川上郡のうち - 12村（うち6村を倉敷県に編入）